# Dusičnan curitý
Dusičnan curitý je anorganická sloučenina s chemickým vzorcem Cm(NO3)3.

## Příprava
Dusičnan curitý lze připravit reakcí curia s kyselinou dusičnou:
Cm + 4 HNO3 → Cm(NO3)3 + NO + 2 H2O
Dusičnan curitý lze také připravit odpařením roztoku oxidu curičitého v kyselině dusičné za vzniku hydrátu.

## Vlastnosti
Dusičnan curitý je radioaktivní pevná látka, která existuje jako bezvodá látka i hydrát. Hydráty dusičnanu curitého tají při 90 a 180 °C za ztráty své krystalizační vody. Bezvodý dusičnan curitý se rozkládá na oxid curičitý při teplotě přes 400 °C.

## Využití
Dusičnan curitý může být použít k přípravě oxidu curičitého.